# Kato Kleines
Kato Kleines (in greco Κάτω Κλεινές?, in slavomacedone: Dolno Kleštino, Долно Клештино) è un ex comune della Grecia nella periferia della Macedonia occidentale di 3.963 abitanti secondo i dati del censimento 2001.
È stato soppresso a seguito della riforma amministrativa detta Programma Callicrate in vigore dal gennaio 2011 ed è ora compreso nel comune di Florina.